# カデル・エヴァンス・グレートオーシャン・ロードレース
カデル・エヴァンス・グレートオーシャン・ロードレース（Cadel Evans Great Ocean Road Race）は、オーストラリアのビクトリア州ジーロングをスタート・ゴールとし、景勝地として知られるグレートオーシャン・ロードを使用するワンデイロードレースである。グレートオーシャン・ロードレース、カデル・ロードレースとも呼ばれる。男子部門だけでなく女子部門もある。最初の開催は2015年で、オーストラリア人としては唯一のツール・ド・フランスおよび世界選手権優勝者であるカデル・エヴァンスを記念するレースである。2016年時点では、UCI オセアニア・ツアーで唯一のHC（超級）レースであったが、2017年よりUCIワールドツアーに昇格した。

## コース
男子レースは176 km、女子レースは143 kmで行われる。ジーロングはベラリン半島の付け根に位置しコライオ湾に面したビクトリア州第2の都市であるが、そのウォーターフロントをスタート、ベラリン半島を横断するように南下しエヴァンスのホームタウンであるバーウォンヘッズへ向かう。そこからグレートオーシャン・ロード沿い西に向かい、サーフィンで有名なベルズビーチを通過してから内陸に入り、北上してジーロングに戻る。ジーロングではアップダウンの激しい周回コースを3周し、ウォーターフロントのゴールに向かう。パンチャー向けのレースとされている。女子のレースは周回コースを使わず距離が短縮されている。

## 男子歴代優勝者
| 年   | 優勝者                                                     | 国                                                         | チーム                                                     |
| ---- | ---------------------------------------------------------- | ---------------------------------------------------------- | ---------------------------------------------------------- |
| 2015 | ジャンニ・メールスマン                                     | ベルギー                                                   | エティックス・クイックステップ                             |
| 2016 | ピーター・ケノー                                           | イギリス                                                   | チームスカイ                                               |
| 2017 | ニキアス・アルント                                         | ドイツ                                                     | チーム・サンウェブ                                         |
| 2018 | ジェイ・マッカーシー                                       | オーストラリア                                             | ボーラ＝ハンスグローエ                                     |
| 2019 | エリア・ヴィヴィアーニ                                     | イタリア                                                   | ドゥクーニンク・クイックステップ                           |
| 2020 | ドリス・デヴェナインス                                     | ベルギー                                                   | ドゥクーニンク・クイックステップ                           |
| 2021 | 新型コロナウイルス感染症の世界的流行 (2019年-)により未開催 | 新型コロナウイルス感染症の世界的流行 (2019年-)により未開催 | 新型コロナウイルス感染症の世界的流行 (2019年-)により未開催 |
| 2022 | 新型コロナウイルス感染症の世界的流行 (2019年-)により未開催 | 新型コロナウイルス感染症の世界的流行 (2019年-)により未開催 | 新型コロナウイルス感染症の世界的流行 (2019年-)により未開催 |
| 2023 | マリウス・マイヤーホーファー                               | ドイツ                                                     | チームDSM                                                  |
| 2024 | ローレンス・ピシー                                         | ニュージーランド                                           | グルパマ・FDJ                                              |
| 2025 | マウロ・シュミット                                         | スイス                                                     | チーム・ジェイコ・アルウラー                               |

## 女子歴代優勝者
| 年   | 優勝者                                                     | 国                                                         | チーム                                                     |
| ---- | ---------------------------------------------------------- | ---------------------------------------------------------- | ---------------------------------------------------------- |
| 2015 | Rachel Neylan                                              | オーストラリア                                             | Building Champions Squad                                   |
| 2016 | Amanda Spratt                                              | オーストラリア                                             | Orica–AIS                                                  |
| 2017 | アネミック・ファン・フルーテン                             | オランダ                                                   | オリカ・スコット                                           |
| 2018 | クロエ・ホスキング                                         | オーストラリア                                             | Alé–Cipollini                                              |
| 2019 | Arlenis Sierra                                             | キューバ                                                   | Astana Women's Team                                        |
| 2020 | リアン・リペット                                           | ドイツ                                                     | チーム・サンウェブ・ウィメン                               |
| 2021 | 新型コロナウイルス感染症の世界的流行 (2019年-)により未開催 | 新型コロナウイルス感染症の世界的流行 (2019年-)により未開催 | 新型コロナウイルス感染症の世界的流行 (2019年-)により未開催 |
| 2022 | 新型コロナウイルス感染症の世界的流行 (2019年-)により未開催 | 新型コロナウイルス感染症の世界的流行 (2019年-)により未開催 | 新型コロナウイルス感染症の世界的流行 (2019年-)により未開催 |
| 2023 | ルース・アドヘースツ                                       | オランダ                                                   | FDJ・スエズ・フチュロスコープ                              |
| 2024 | ロジータ・レインハウト                                     | オランダ                                                   | チーム・ヴィスマ・リースアバイク                           |
| 2025 | アリー・ウォラストン                                       | ニュージーランド                                           | FDJ・スエズ                                                |

## 参考資料
1. 1 2  Cadel Evans Great Ocean Road Race 2015, Cyclingnews.com